# Pearceïta
La pearceïta és un mineral de la classe dels sulfurs. Va ser descoberta l'any 1896 en una mina d'Aspen al comtat de Pitkin, a l'estat de Colorado (Estats Units). Rep el seu nom del químic i metal·lúrgic americà Richard Pearce (1837-1927), de Denver, Colorado. Pertany al grup de la pearceïta-polibasita.

## Característiques
La pearceïta és un mineral d'argent, coure, arsènic i sofre. És un arsenur de fórmula química [(Ag,Cu)₆](As,Sb)₂S₇][Ag9CuS₄]. Té una duresa de 2,5 a 3 a l'escala de Mohs i una densitat de 6,1 g/cm³. A més dels elements de la seva fórmula, sol portar com impureses: zinc, ferro i antimoni. S'extreu com a mena de coure i plata.
Té tres politips: pearceïta-M2a2b2c, pearceïta-T2ac i pearceïta-Tac. És l'anàleg amb arsènic de la polibasita, amb la que forma una sèrie de solució sòlida, en la qual la substitució gradual de l'arsènic per antimoni va donant els diferents minerals de la sèrie. També forma una sèrie amb la pearceïta-Tac, un dels seus politips conegut anteriorment com a antimonipearceïta.

## Formació i jaciments
Apareix en jaciments de metalls d'origen hidrotermal, formada per metamorfisme a temperatura baixa a mitjana. Sol trobar-se associada a altres minerals com: acantita, plata nativa, proustita, quars, barita o calcita. Als territoris de parla catalana ha estat descrita a L'Espluga de Francolí i a la mina Atrevida (Vimbodí i Poblet), tots dos indrets a la Conca de Barberà.